# أورسولا فرانكلين
أورسولا مارتيوس فرانكلين (بالإنجليزية: Ursula Martius Franklin)‏ (16 سبتمبر عام 1921 - 22 يوليو 2016) وهي عالمة في الميتالورجيا (علم المعادن)، باحثة وخبيرة فيزيائية، مؤلفة، وأستاذة جامعية كندية، دّرست في جامعة تورنتو لأكثر من أربعين عام. يُسند إليها الفضل في الدخول فعلياً في عالم التكنولوجيا واكتشافه، وذلك استنادا على الكتاب الذي صدر لها، والذي يتضمن محاضراتها التي كانت تلقيها في كلية ماسي في عام 1989، بعنوان (خريطة للسلمية، Pacifism As A Map)يشتمل هذا الإصدار على العديد من أبحاثها، ولقاءاتها، ومناقشاتها، إلى جانب عدة تسجيلات لها تم تجميعها في إصدار آخر بعنوان (Thoughts and Afterthoughts) يضم 22 من خطاباتها و5 من لقاءاتها في الفترة ما بين عام 1969، وعام 2012.
كانت فرانكلين تنتمي إلى إحدى الأحزاب الدينية[ ؟ ] وهي جمعية الأصدقاء الدينية، وهي إحدى الطوائف التابعة للطائفة البروتوستانتية المسيحية، التي عرفت أيضاً باسم (طائفة الكويكرز)، كما كانت عضواً ناشطاً، تعمل جاهدة لتحقيق السلام وحرية المرأة. حيث تحدثت مراراً وتكراراً في كتاباتها وخطاباتها عن أن الحروب لا جدوى منها، وعن العلاقة بين السلام[ ؟ ] والعدالة الاجتماعية
حصلت أورسولا فرانكلين على العديد من الجوائز والميداليات، والتكريمات، من ذلك جائزة الحاكم العام خلال الاحتفال بيوم الإنسان لمجهوداتها في دعم تحقيق المساواة ومنحها للفتيات والسيدات في كندا، وميدالية بيرسون للسلام، لجهودها في تعزيز حقوق الإنسان، كما تم إدراج اسمها رسميا في صالة الشرف للعلوم والهندسة في كندا. وكذلك تم إنشاء مدرسة ثانوية أطلق عليها اسم أورسولا فرانكلين في كندا، وهي مدرسة «أكاديمية أورسولا فرانكلين»
اشتهرت أورسولا فرانكلين بكتاباتها حول مدى تأثر الحياة السياسية والاجتماعية بالتكنولوجيا، فكانت فرانكلين ترى أن التكنولوجيا ليست فقط مجموعة من الآلات والمعدات والأجهزة الإلكترونية، بل هي نظام[ ؟ ] شامل ومتكامل يشتمل على طرق وأساليب وإجراءات، ومنظومات، والأهم من كل ذلك يشتمل على عقليات فذة.
حيث ميزت بين النظام التكنولوجي الشامل الذي يتبعه الصناع والحرفيون، وبين النظام التكنولوجي التوجيهي[ ؟ ] الذي يعمل على تقسيم العمالة[ ؟ ] الإنتاجية وتوزيعها على نطاق واسع.فيسمح النظام الأول، للعامل[ ؟ ] بأن يتحكم في عمله بشكل كامل من بدايته حتى إتمامه، بينما يعد النظام الثاني سلسلة خطوات متتابعة ويشترط رقابة وإشراف رؤساء ومديري العمل. وأوضحت فرانكلين أن توغل النظام التكنولوجي التوجيهي في المجتمع يعد سبباً في تقييد وكبح التفكير والابتكار ونشر ما يعرف بثقافة الامتثال.
وقد ظن البعض أن أورسولا تأثرت بآراء وأفكار عدة شخصيات مثل هارولد إينيس، وجاك إلول، اللذان ظلا يحذران من أهداف التطور التكنولوجي التي ستكون عاملا مؤثرا في كبت وقمع الحريات وتهديد الحضارة. وعلى صعيد آخر، أنكرت فرانكلين خضوعها لآراء جاك إيلول وهارولد إينيس وكذلك بعض الشخصيات الأخرى منها لويس مامفورد، كراوفورد برو ماكفرسون، إرنست فريدرك شوماخر، وفاندانا شيفا.

## بداية حياتها وعملها
ولدت أورسولا فرانكلين في مدينة ميونخ بألمانيا في السادس عشر من سبتمبر عام 1921. لأسرة من أم يهودية وأب ينتمي لإحدى الأسر الألمانية العريقة. وبسبب اضطهاد النازية لليهود، سعت الأسرة إلى إرسال ابنتهم الوحيدة للدراسة في بريطانيا وذلك وقت اندلاع الحرب العالمية الثانية، إلا أن بريطانيا لم تسمح باستخراج تأشيرات لمن يقل سنهم عن 18 سنة.

أرسلت أسرة فرانكلين إلى المعتقل وتم إرسال فرانكلين إلى مخيمات العمل الكسري (الجبري). وبأعجوبة، نجت الأسرة من محرقة يهود أوروبا التي حدثت في ذلك الوقت وتم لم شمل الأسرة من جديد في برلين بعد انتهاء الحرب.
قالت أورسولا فرانكلين أنها تهوى دراسة العلوم لأن دراسة التاريخ في ذلك الوقت كانت توضع تحت رقابة السلطة، حيث قالت «أنني أتذكر وقتها مدى اللذة التي كانت تشعر بها السلطات في تخريب وإفساد المناهج التاريخية». وبعد أعوام، صرحت فرانكلين في إحدى لقاءاتها قائلة أنه لم يكن في وسع أي سلطة السيطرة على القوانين الفيزيائية والمسائل الرياضية.
في عام 1948، حصلت أورسولا فرانكلين على درجة الدكتوراه في الفيزياء التجريبية من جامعة العلوم في برلين، وبعد ذلك أخذت في البحث عن فرصة لمغادرة ألمانيا بعد أن أدركت أنه لم يعد هناك مجال لوجود إولئك الذين يناهضون الاضطهاد والحروب والممارسات العسكرية.
انتقلت فرانكلين إلى كندا بعد أن تلقت عرضاً لزمالة ما بعد الدكتوراه من جامعة تورنتو،(U of T). وبدأت بعدها العمل في مؤسسة البحوث في أونتاريو كأحد كبار أساتذة العلوم وذلك في الفترة من عام 1952 حتى عام 1967.

وفي عام 1967، أصبحت فرانكلين أول امرأة تشغل منصب أستاذة جامعية بكلية الهندسة جامعة تورنتو بدرجة خبيرة في علوم الميتالورجيا وعلم المواد.

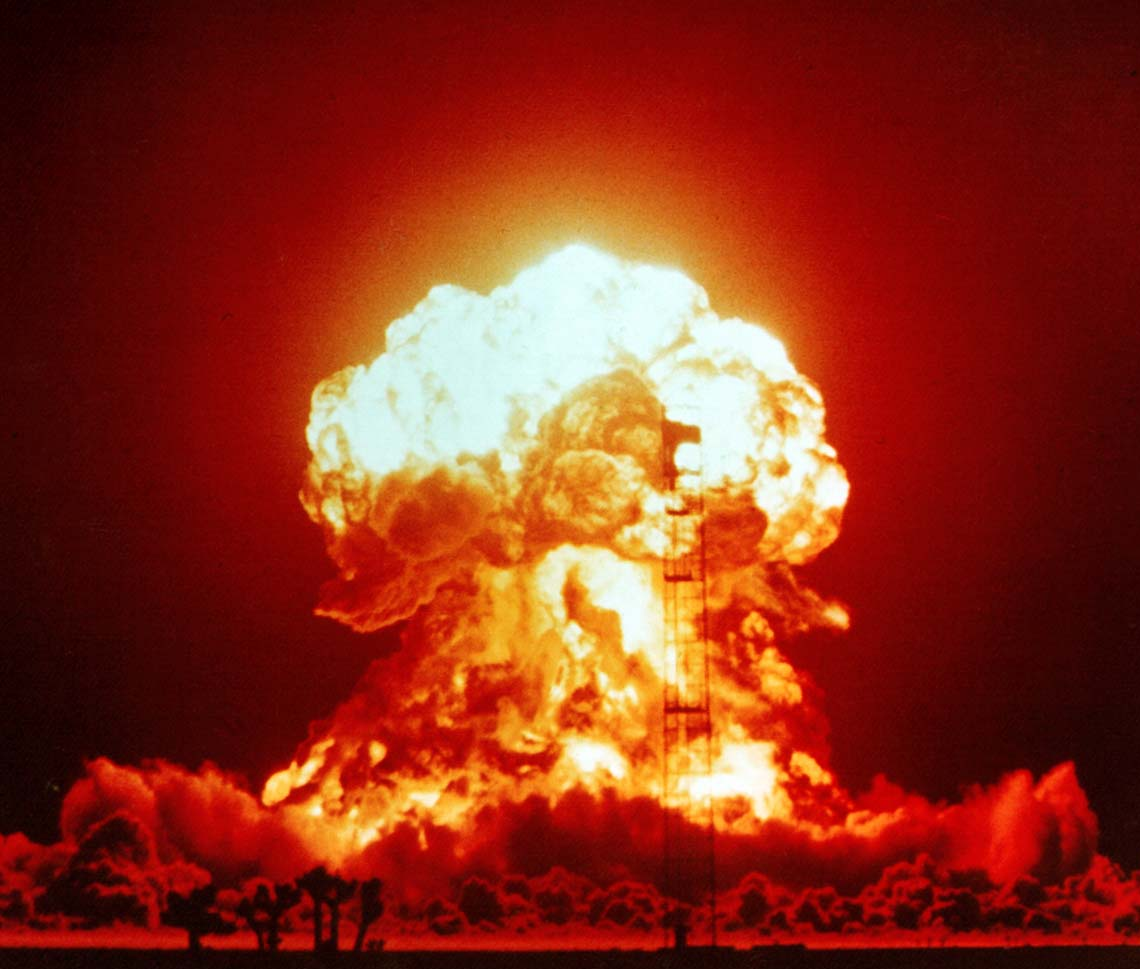
صورة معبرة عن أحد الاختبارات النووية التي ساهمت أورسولا فرانكلين في منعها

كما كانت فرانكلين رائدة في علم الآثار الذي يختص بإجراء بحوث وتحليلات على المواد والقطع الأثرية وعن كل ما يتعلق بالآثار. فعلى سبيل المثال، قامت فرانكلين بتأريخ العديد من التحف والقطع الأثرية النحاسية والبرونزية والفخارية التي تعود إلى عصور ما قبل التاريخ.
وفي مشارف الستينات، قامت أورسولا فرانكلين بعمل فحص لمستويات مادة السترونتيوم 9، وهي أحد النظائر المشعة التي تنبعث في الجو نتيجة الاختبارات التي تجرى على الأسلحة النووية ومدى تأثيرها على الجو وعلى صحة البشر، ومن ذلك فحص وجود هذه المادة المشعة في تركيبة أسنان الأطفال.

وكان لهذا البحث دور هام، حيث ساهم في منع الاختبارات النووية التي تجرى فوق سطح الأرض. وقد ساهمت فرانكلين في نشر عدة كتب لها كما قامت بنشر العديد من الأبحاث العلمية والمناقشات وصلت لأكثر من مائة بحث حول تركيبة وخصائص المعادن والسبائك المعدنية وكذلك حول تاريخ التكنولوجيا ومدى تأثيرها على المجتمع.

وبصفتها عضوة في المركز العلمي في كندا، قادت أورسولا فرانكلين في غضون السبعينيات دراسة هامة حول كيفية الحفاظ على الموارد وحماية البيئة. وأقرت الدراسة في تقرير لها في عام 1977 بعنوان «كندا مدينة مرشدة»، مجموعة من الخطوات الضرورية اللازم اتخاذها لتقليل إهدار الموارد الطبيعية وما ينتج عنه من تدهور بيئي. وساهمت تلك الدراسة في مساعدة فرانكلين على اكتشاف التفاصيل المعقدة في عالم التكنولوجيا.

كانت أورسولا فرانكلين أيضاً عضواً في منظمة المرأة الكندية من أجل السلام، واحدة من كبرى المنظمات الدعوية في كندا، ففي عام 1968، أرسلت فرانكلين بالتعاون مع رئيس المنظمة مستند إلى اللجنة المختصة بمجلس اللوردات، توفي بأن كندا وأمريكا قاما بإبرام اتفاقيات تجارية عسكرية دون أإجراء أي مناقشات. وأوضحا أن هذه الاتفاقيات قد تحول دون اتخاذ كندا قرارات مستقلة بشأن السياسات الأجنبية كأن تدعو أمريكا للانسحاب العسكري الكامل من جنوب فيتنام.
وفي عام 1969، قامت فرانكلين ودوكول بمطالبة إحدى اللجان بمجلس الشيوخ بدعوة كندا للتوقف عن ممارسة الاختبارات والأبحاث الكيميائية والبيولوجية واستبدال ذلك بإنفاق تلك الأموال على إجراء الابحاث البيئية وأبحاث الطب الوقائي.

كما كانت أورسولا فرانكلين إحدى أعضاء الوفد الخاص بمنظمة المرأة الكندية من أجل السلام، الذي طالب الحكومة الفدرالية بالانسحاب العاجل من حلف شمال الأطلسي، وكذلك بإنشاء وكالة متخصصة لمراقبة عملية نزع السلاح بكندا.
وفي فترة الثمانينيات، شاركت فرانكلين في تنظيم حملة للحصول على حق الأشخاص الرافضين والمعارضين للخدمة العسكرية والعمل العسكري في توجيه جزء من ضريبة الدخل المستحقة عليهم لإنفاقها على أغراض سلمية بدلا من إنفاقها على الأغراض العسكرية. وذكرت في بحث لها نشر في عام 1987، الذي أعد خصيصا لدعم الحملة، أن هذا الحق المعروف بحق رفض أو معارضة العمل العسكري لأسباب تتعلق بالضمير، يجب أن يتضمن أيضاً أحقية إولئك الأفراد في الامتناع عن دفع الضرائب للاستعدادات والتجهيزات والعتاد العسكري.
حيث أكدت فرانكلين أن القانون الذي يدعم حرية الضمير موجود بالفعل ومتضمن في الميثاق الكندي للحقوق والحريات، يضمن ويقر هذا النوع من الحريات ألا وهو حرية الامتناع عن الخدمة والعمل العسكري لأسباب تتعلق بالضمير.

واعتبرت هذه الوثيقة بمثابة مستند تم الاستعانة به في رفع دعوى استئناف للمحكمة العليا بكندا، حيث كانت المحاكم الأخرى قد أدانت هؤلاء الأفراد الممتنعون عن دفع الضرائب المستحقة عليهم بانتهاك ومخالفة قانون الضرائب، وفي عام 1990 رفضت المحكمة العليا النظر في القضية.
وأبان وصولها لسن التقاعد، قامت فرانكلين بالاشتراك مع مجموعة أخرى من عضوات هيئة التدريس المتقاعدات برفع دعوى قضائية ضد جامعة تورنتو يتهمنها بعدم تحقيق العدالة في توزيع الأجور، حيث كانت السيدات من أعضاء هيئة التدريس بالجامعة يتقاضين أجورا أقل من أقرانهن من الرجال من أعضاء هيئة التدريس.

وفي عام 2002، تم التوصل لحل وتسوية للقضية عندما اعترفت الجامعة بوضع حدود وعقبات أمام السيدات من أعضاء هيئة التدريس والتمييز في الأجور بين السيدات والرجال. ونتيجة لذلك، قامت الجامعة بدفع تعويضات لعدد من السيداتوصل إلى 60 أستاذة جامعية لتعويضهن عن المرتبات المنخفضة والمعاشات الضئيلة التي حصلن عليها.
استمر تواصل أورسولا فرانكلين بالجامعة وحرصت على أن تستمر علاقتها وصلتها القوية بكلية ماسي في جامعة تورنتو، بصفتها من أكبر الأساتذة الجامعيين بالكلية.
وكانت لها العديد من النشاطات المختلفة من بينها تشجيع الفتيات على الاستمرار في دراسة العلوم، والعمل على تحقيق السلام والعدالة الاجتماعية، والحديث والكتابة عن العلوم والتكنولوجيا ومدى قوة تأثر المجتمع بها.

كما تم تجميع الكثير من مقالاتها وأبحاثها وخطاباتها حول الحركة السلمية، الحركة النسائية، العلوم التكنولوجية، والتدريس، في كتاب نشر لها في عام 2006. وكذلك فإنها هي أول من دخلت إلى عالم التكنولوجيا ويستند هذا القول على محاضراتها المسجلة التي كانت تلقيها في كلية ماسي في عام 1989 على راديو سي بي سي CBC radio . وفي أبريل عام 2013، تبرعت أورسولا فرانكلين بكامل أعمالها المكتوبة التي تضم كل ما يتعلق بالتاريخ والثقافة الصينية لمعهد كونفوشيوس، في كلية سينيكا في تورنتو. وقد اشتملت على أكثر من 220 من الكتب، والمقالات، والأبحاث، والمنشورات، والمذكرات، التي ركزت فيها فرانكلين على عرض كل ما يرتبط بالثقافة الصينية والتاريخ الصيني من منظور باحثي الغرب. كما تضمنت أيضا العديد من الأبحاث والملفات الخاصة بها.

## الحركة السلمية والحركة النسائية والحرب

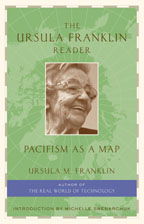
صورة للغلاف الخارجي لكتاب أورسولا فرانكلين

كتبت أورسولا فرانكلين في مقدمة[ ؟ ] كتابها، الصادر عام 2006 بعنوان «حركة دعاة السلام، والحركة النسائية، والتكنولوجيا، والتعليم، والتدريس»، أن ولعها الدائم بدراسة[ ؟ ] العلوم والتركيبات والخصائص المختلفة للمواد الكيميائية والفيزيائية والطبيعية، والذي أسمته «ترتيب وتفاعل أجزاء الكل» هي العامل الرئيسي وراء جميع أنشطتها واهتماماتها وكل ما قامت به من دراسات وأبحاث.
وأضافت فرانكلين، أنه لو عاد الزمن للخلف إلى ما بعد أربعين عاما فقط من عمرها، أنها كانت ستستطيع أن ترى كيف كانت تحاول جاهدة وتصارع من أجل الإجابة عن سؤال غاية في الأهمية، وهو كيف لأحد من أتباعالحركة السلمية أن يعيش ويعمل ويستطيع تكوين مجتمع يخلو من العنف، والاضطهاد، والحروب، ويسوده التعاون، والمساواة، والعدالة الاجتماعية ؟
ولمحاولة الإجابة عن السؤال، استعانت فرانكلين بفكرة رسم خريطة لتوضيح وجهة نظرها وطريقة تفكيرها، حيث قالت أنها وجدت أن الخرائط التي رسمها الحكماء والمفكرون غير ملائمة بشكل كبير لرحلتها التفكرية، وأضافت أنها لم تعد لديها الرغبة ولا القدرة على توجيه وتسيير حياتها وفقا لخرائط أخرى تنتمي لأشخاص بل ودول أخرى يكشفون فيها ويميزون بين عالمهم وعالمنا ويصفونه على أنه عالم يتكون من أشخاص جيدون وأشخاص سيئون، من انتصارات وهزيمة. باختصار، قالت فرانكلين أن كل تلك الخرائط مرسومة ومصممة لأهداف ومكاسب خاصة ولأغراض شخصية.
وأنهت فرانكلين مقدمتها قائلة أنها استعانت في فهم العالم الحقيقي على حد قولها بالخرائط التي رسمت حسب تصور ومبادئ أتباع الحركة السلمية والحركة النسائية.

### السلمية وحرية الضمير
إن الأساس[ ؟ ] الذي بنت عليه أورسولا فرانكلين نظرتها للحياة وأفكارها التي تميل نحو السلمية هو ما أسمته ب «نظرة المجتمع الديني للعالم»، حيث تقوم هذه النظرة أساسا على حرية الفكر والضمير لكل فرد. كما تهدف إلى تبين الطرق الملائمة وأساليب تحقيق السلام[ ؟ ] في كل زمان[ ؟ ] ومكان[ ؟ ]. «بدلا من الخضوع لتلك العقيدة الثابتة التي يمكن أن نطلق عليها متلازمة السلوك»

حيث أدركت فرانكلين على مدى 300 عام، أن أتباع الفكر الديني يستنكرون الحروب، والعنف، ويرفضو التجنيد العسكري والخدمة العسكرية الإلزامية. وبدلا من ذلك، عملوا على تحقيق المصالحة، والسلم، والسعي نحو نزع السلاح وإنهاء الحروب، إلى جانب ذلك نجحوا في الحصول على حق المعارضين للحرب لأسباب متعلقة بحرية الفكر والضمير في عدد من الدول في الامتناع عن المشاركة في الحروب والمساهمة في خدمات وأعمال سلمية بدلا من ذلك.
وأوضحت فرانكلين أن مبدأ أصحاب الفكر الديني لم تتغير، بل تغيرت طبيعة الحروب ذاتها نظرا للتطور والتقدم التكنولوجي الذي اجتاح العالم، مضيفة أنه لم يعد هناك وجود لحواجز وفوارق ما بين الحرب والسلام[ ؟ ] في المجتمع المتقدم،

حيث يستمر التخطيط[ ؟ ] والاستعداد للحروب في أوقات السلام[ ؟ ] ، ومتى اندلعت الحروب يتم استهداف النساء[ ؟ ] والأطفال. ولم تعد الدول تعتمد بشكل رئيسي على تجنيد[ ؟ ] المقاتلين وجمع القوات، بل أصبح الاعتماد بشكل كبير على الأسلحة التكنولوجية الحديثة التي تعد مكلفة للغاية.
كما أشارت إلى أن التقدم التكنولوجي صار سبباً حتمياً وراء سباق التسلح القائم بين الدول في ذلك الوقت، والذي يستوجب اختلاق العداوة وأسباب الحروب مع الدول الأخرى كسياسة متبعة بشكل دائم والهدف هو نجاح كل دولة في هذا السباق[ ؟ ].
«إن عملية صناعة الأسلحة المتطورة تكنولوجيا، بما في ذلك إجراء البحوث والتطويرات اللازمة لها، هو أمر باهظ التكاليف ويتطلب توفر رأس المال المناسب لذلك. كما أن الفترة التي تستغرقها صناعة الأسلحة بداية من البحث وحتى الانتهاء من التصميم وبداية نشرها واستخدامها، تعد فترة طويلة قد تستمر لعقود من الزمان، ويجب على الحكومة في غضون تلك الفترة توفير التمويل المادي الكافي للمشروع فضلاً عن تقديم المبرر السياسي الضروري لإقامة مثل هذا المشروع. وبصيغة أخرى يمكن القول بأن الدولة لا يجب عليها فقط توفير النفقات المناسبة، بل يجب أيضاً تحديد هدف سياسي مقنع وخلق عداوة مع دولة أخرى لسبب منطقي يستحق صناعة تلك الأسلحة بكل هذه التكلفة»

وقد أشارت أيضاً إلى طبيعة الحروب المتقدمة تستوجب على الدول توفير الموارد اللازمة وتوفير النفقات الكافية لتمويل صناعة أسلحة ومعدات متطورة تستعمل في الحروب والدمار. لذلك، فإن إولئك المعارضين للحروب يكبرهم قانون الضرائب على دفع جزء من أموالهم للإنفاق على عتاد الحروب حتى إن كان ذلك مخالفا لضمائرهم.

### السلام والعدالة الاجتماعية
في بحث[ ؟ ] لها، عام 1987، تحت عنوان «تأملات حول الدين والسلام»، أكدت أورسولا فرانكلين أن «السلام ليس في إنهاء الحرب، بل السلام في محو الخوف»
وشددت فرانكلين على أنه ليس فقط الخوف من الحرب والعنف هو الذي يهدم السلام[ ؟ ] ، بل هناك مخاوف أخرى تهدد عملية السلام مثل مخاوف انعدام الأمن الاقتصادي، والبطالة، وأزمات الإسكان والمأوى، كما أشارت إلى ما أسمته «نظام التهديد» الذي يتحكم في المجتمع بجميع مستوياته وطبقاته ويغرس فيه الشعور بالخوف وعدم الأمان والشك وعدم الاستقرار.
| أورسولا فرانكلين | السلام ليس في إنهاء الحرب، بل السلام في محو الخوف | أورسولا فرانكلين |

 (أورسولا فرانكلين)
واعتبرت أورسولا فرانكلين أن تحقيق العدالة الاجتماعية هو الحل الوحيد لتحقيق السلام[ ؟ ] ، والعدالة هنا تعني التحرر من الاضطهاد، وأيضاً تكمن في تحقيق المساواة بين الجميع. حيث قالت أن البشر جميعهم سواء عند الله، فنحن جميعا خلقه يحيطنا الله سبحانه برعايته، وكذلك بالمثل في أي مجتمع يسوده السلام[ ؟ ] والعدالة جميعا سواء ويجب أن يتمتع الجميع بكامل الحرية والرعاية[ ؟ ] والمساواة في جميع الأحوال.
كما قالت أن الحرب هي النتيجة المحتومة لمجتمع استهلاكي يسوده القمع ويرفض الرعاية[ ؟ ] والعدالة الاجتماعية.
وقد ذكرت فرانكلين ما قاله المؤرخ الفرنسي لويس مومفورد فيما يتعلق بتلك القضية[ ؟ ] ، حيث قال أنه وقت سيادة الرأسمالية على المجتمع، تفشت فيه خطايا الطمع، والجشع، والنهم، وحب الترف، والحسد، وتحولت تلك الخطايا إلى فضائل يتحلى بها أفراد المجتمع،

وأضاف مومفورد أن التحول الأخلاقي الذي حدث في عصر الرأسمالية يمكن تلخيصه في أن الاحتياجات والأغراض والأهداف البشرية لم تعد هي السبب الأوحد للعمل والكد، فقد أصبح البشر يعملون لا لأجل الحفاظ على حياتهم بل لأجل جمع المال والسلطة ولإشباع رغبات الأنا الإنسانية الذي يجد لذة في كنز الأموال وجمع السلطة.
وقد استكملت فرانكلين ما قاله لويس مامفورد بالإشارة[ ؟ ] إلى حقائق أخرى جديدة سادت العالم، مثل الاقتصاد العسكري المتمثل في إنتاج الأسلحة وإغلاق الحدود[ ؟ ] الدولية أمام اللاجئين. فقد كتبت قائلة أن المجتمع الديني الحديث يجب أن يضع في اعتباره –على حد قولها- أن العالم ينجرف الآن نحو الفاشية التكنولوجية التي تغزو العالم لتحقيق هيمنة وفرض السلطات على المجتمعات حول العالم، كما تشكل خطرا كبيرا على البشرية وعلى تحقيق العدالة،

### صراع العولمة
أشارت أورسولا فرانكلين، إلى أن الحروب أسفرت عن تغييرين ملحوظين، أولهما، تحول مسار الحرب التي هددت الولايات المتحدة الأمريكية والاتحاد السوفيتي السابق إلى حروب إقليمية بين دول أخرى صغيرة، وثانيهما هو أن الحرب اتخذت اتجاها آخر وهو الصراع على الهيمنة الاقتصادية والتجارية العالمية.
وأوضحت أن هذا الاتجاه الجديد للحرب يطلق عليه «العولمة»، والتي اتخذت البرصة العالمية وأسواق المال حلبات للمعركة.
اتخذت هذه الحرب الاقتصادية عدواً لها كل من يعبأ بقيمة وأهمية المجتمع، أي كل من يدافع عن قيمة «ما لا يباع ولا يشترى ولا يقدر بالمال» وأضافت فرانكلين أيضا «كل ما لا يمكن التعبير عنه بالمال وجني الربح، وإن كل صفقة خاسرة تقف عقبة وتعتبر أرضا محتلة يتم غزوها والسيطرة عليها»
وتعد الخصخصة هي أهم الاستراتيجيات المتبعة في مثل هذه الحروب، وهي تقوم على خصخصة كل ما ينتمي سابقاً للقطاع العام مثل الثقافة، الرعاية الصحية، التعليم، السجون، لتحقيق أرباح ومطامع خاصة.
حيث أكدت فرانكلين، أن قادة الحرب أو كما قالت «تجار السوق» يهدفون –على سبيل المثال- إلى تحويل الأزمة الصحية التي تعاني منها دول الجوار واستغلالها كفرصة ثمينة للاستثمار وامتدادا آخر لعصر الرأسمالية.
وقالت أيضاً أن تجار السوق هؤلاء أصبحوا بمثابة قوات احتلال مدعومة ومساندة من قبل الحكومات العميلة التي تدير الدول لصالح هؤلاء المحتلين. كما لاحظت أن الاقتصاد أصبح أهم ما يشغل السياسات الديمقراطية ، مضيفة أن كندا لا تملك سياسات خارجية ، ورغم ذلك فهي جزء مهم في شبكة[ ؟ ] دقيقة ومعقدة من الاتفاقيات التجارية.
ودعت فرانكلين أن تقوم سياسة المقاومة على رفض السير على خطى هؤلاء المحتلين والتوقف عن التحدث بلغتهم، تلك اللغة التي تتبنى مصطلحات مثل أصحاب المصالح، المستخدمون، المستفيدون، أفراد المنظومة الصحية من أطباء وممرضين ومرضى، وأفراد المنظومة التعليمية من معلمين وتلاميذ، وأفراد المجتمع بشكل عام.
كما دعت أيضاً إلى المقاومة من خلال محاربة تملق السلطات والاستعانة بوسائل الإعلام الإلكترونية المستحدثة للتغلب على سيطرة ورقابة السلطات على المعلومات والمواد التعليمية.
وأخيراً أعربت فرانكلين عن دعمها الكامل لحركات السياسة الشعبية، تلك الحركة الشعبية التي تقوم على إيجاد حلول عملية للمشكلات الشائعة في المجتمع، أي تحاول إيجاد حلول لكل شيء من أول غياب السلام[ ؟ ] وحتى التشرد، والاختناقات المرورية.
وعلى غرار (الكويكرز) أي أعضاء جمعية الأصدقاء الدينية، دعت فرانكلين المواطنين للانخراط في مناقشات كثيفة وعقد الاجتماعات لمناقشة أمور وقضايا تتعلق بالجانب الأخلاقي والجانب السياسي للدولة.
وقد أوضحت أن سياسة الحركات الشعبية لا تهدف إلى عزل[ ؟ ] الحكومات الحالية، ولكن تهدف إلى تحسين أوضاع الحكومات «شاءت الحكومات أم أبت».
كما تسعى الحركة[ ؟ ] للدفاع عن المجتمع ضد الذين ينوون ويعزمون على تحويل العالم إلى قاعدة تجارية عملاقة في حين ينكرون وتوفير المأوى الملائم واللائق لكثير من المواطنين حول العالم –على حد قولها-.

### حرب وهزيمة وأحداث 11 سبتمبر
ظلت أورسولا فرانكلين تشدد في كتاباتها، ومحاضراتها، ولقاءاتها، على أن الحروب والعنف ليسا فقط جريمة أخلاقية ، ولكن أيضاً هي ممارسات لا جدوى منها ولا مكاسب من جرائها، فضلاً عن أن تكاليفها الباهظة تمثل عبءاً كبيراً .
وفي لقاء إذاعي لها عقب مرور يومين فقط على أحداث هجمات 11 سبتمبر بالولايات المتحدة الأمريكية، أكدت فرانكلين أن العنف لن يستفيد منه حتى المحاربون أنفسهم، حيث أضافت أن "لا شيء نجحت في تسويته الحروب والعنف على مدى الخمسين عاماً الماضية" كما أوضحت أن التفكير العقلاني الذي توصل إلى أن الحرب ليست فعالة، حتى للقوى المحاربة، دائما ما يحدق في وجوهنا".

وفي مقال[ ؟ ] تم نشره قبيل الذكرى الأولى لهجمات 11 سبتمبر، كتبت فرانكلين قائلة أنه لابد أن ندرك تماماً أن الحرب وإجراءات الحرب ما هي إلا أدوات وإجراءات عقيمة لحل المشكلات ، فالعنف لا يولد إلا العنف، والحروب لا تجلب إلا المزيد من الحروب، والأعداء ، والدمار والمعاناة."
| أورسولا فرانكلين | لا طائل من الحروب حتى بالنسبة للمحاربين أنفسهم | أورسولا فرانكلين |

 (قالتها أورسولا فرانكلين في الذكرى الأولى لأحداث 11 سبتمبر)
كما أشارت فرانكلين إلى أنه لو كانت أمريكا[ ؟ ] اعتبرت تلك الهجمات بمثابة زلزال سياسي بدلا من شن حرب على الإرهاب لكان ذلك أفضل بكثير، مضيفة أن الهيكل[ ؟ ] السياسي ، والهيكل الاجتماعي، يتصفان بعدم الاستقرار مثلهما مثل المركبات الجيولوجية بالضبط، حيث شبهت الإرهاب بالصدوع التي تحدث في الأرض والصخور وغيرها من المركبات الجيولوجية نتيجة عوامل جيولوجية التي يمكن التعرف عليها ومعالجتها وأحيانا التقليل من حدوثها ، ولكن يستحيل معالجتها ومواجهتها بالتفجير والعنف.
كما أوضحت أن العمليات العسكرية هي المرحلة الأخيرة لكل مجتمع يتعرض لنظام التهديدات المتبع هذا، حيث تقوم هذه السياسة على الافتراض الضمني بوجود أهمية وقيمة لبعض الناس دون غيرهم، وتظهر قيمة[ ؟ ] البشر فقط إذا كانوا وسيلة لدعم النظام.

وقد لاحظت فرانكلين أن معظم من يدافعون عن حقوق الإنسان المعاصرون مثل جاين آدامز وسيلفيا بانكهورست هم من دعاة السلام والفكر السلمي، مضيفة أنه بالنسبة لها فإن الصراع لأجل حقوق الإنسان ومعارضة العسكرية بكل أشكالها، هما وجهان لعملة واحدة.

وعندما واجهها أحد المذيعين في راديو سي بي سي بأن أفكارها عن السلام[ ؟ ] والعدالة لا تواكب الأحداث الجارية خاصة في أعقاب أحداث 11 سبتمبر، وافقته فرانكلين دون تردد قائلة «نعم، أنت على حق بالفعل لا علاقة لهم بما يجرى في الوقت الحالي» وأكملت قائلة، لقد أنفقت حياتي في سبيل جعل أفكاري تأخذ مجرى التنفيذ ولكني لم أفلح في ذلك. وهذا دليل على أن المشكلة تكمن في عدم ملاءمة المناخ السائد في ذلك الوقت وليست في قيمة أفكاري أبدا.

## التكنولوجيا
تعد التكنولوجيا في نظر أورسولا فرانكلين ليست مجرد حزمة من الأدوات والأجهزة الحديثة، ولكنها تطبيقات علمية وممارسات عملية تجرى في الوقت الحالي،
كما أنها نظام شامل يتضمن منظومات، وإجراءات ، رموز وأفكار ومعادلات جديدة، والأهم من ذلك توفر العقليات الفذة والعبقرية.

ويتشابه مفهوم أورسولا فرانكلين بشكل كبير مع مفهوم المفكر الفرنسي جاك إلول عن التكنولوجيا، حيث أكدت فرانكلين أن التكنولوجيا وطرق تطبيقها قد فرضت هيمنتها على العالم الحديث ، وهو ما رآه أيضاً المفكر جاك إلول.
وأضافت فرانكلين قائلة أن التكنولوجيا كان لها دور بارز في بناء[ ؟ ] ما أشبهته بالبيت الكبير الذي يسكنه جميع الناس حول العالم، ونادرا ما نجد نشاط بشري لا يتم بمساعدة الوسائل التكنولوجية. لذا، فتعتبر التكنولوجيا هي أساس[ ؟ ] العصر الحديث. "فبكل ما يحمله المفهوم من معنى، فإن العصر الحديث هو بيئتنا، أي كل ما هو محيط بنا من طبيعة متغيرة ، وهياكل مؤسسية، واجتماعية والبيئة بشكل عام وما يجرى فيها من أنشطة بشرية مختلفة.

واعتبرت فرانكلين دراساتها حول التكنولوجيا بمثابة محاولة لفهم[ ؟ ] كيف يمكن لتطبيق التكنولوجيا أن يؤثر في تحقيق ونشر السلام[ ؟ ] والعدالة الاجتماعية.

### النظام التكنولوجي الشامل والتوجيهي
إن التكنولوجيا وفقًا لأورسولا فرانكلين ليست عبارة عن مجموعة من الأدوات أو الطرق أو الممارسات المحايدة. فقد أكدت على أن العديد من فئات التكنولوجيا لها آثار سياسية واجتماعية بدرجة ملحوظة. فقد ميزت على سبيل المثال، بين النظام التكنولوجي المرتبط بالعمل[ ؟ ] والآخر المرتبط بالرقابة والتحكم[ ؟ ]. النظام التكنولوجي المرتبط بالعمل، مثل الآلات الكاتبة الكهربائية مصمم خصيصًا لتسهيل المهام. كما أن معالجة الكلمات[ ؟ ] عن طريق الحاسوب لا تزال تجعل الكتابة أسهل. لكن عندما تم ربط أجهزة الحاسوب داخل محطات عمل - بوصفها جزء من نظام ما -، أصبحت معالجة الكلمات مرتبطة بالنظام التكنولوجي المرتبط بالرقابة. كتبت فرانكلين: «الآن من الممكن أن يتم تقييد العمالين، وتعطيل المهام، ومراقبة التفاعل بين العمال.» 

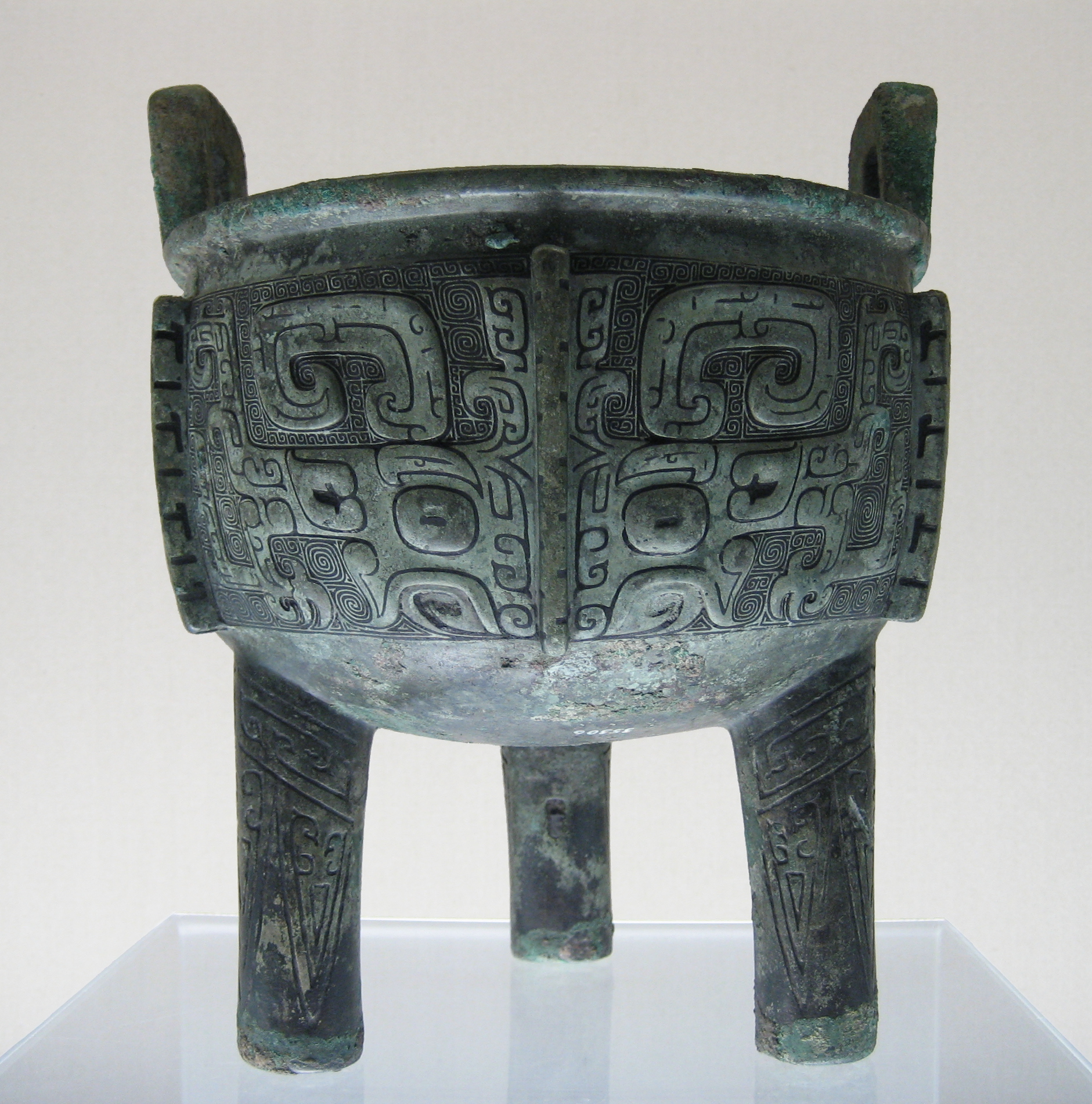
عملية الصب بالرونز الصينية القديمة. تصف فرانكلين الطرق التوجيهية المستخدمة في صناعة مثل هذه اللأواني الديينية.

وسّعت فرانكلين الفرق بين النظام التكنولوجي المتعلق بالعمل[ ؟ ] والمتعلق بالرقابة والتحكم[ ؟ ]، ليشمل المفهوم الأوسع الخاص بالنظام التكنولوجي الشامل والتوجيهي. وقد مكنها هذا من النظر في الآثار الاجتماعية للكيفية التي يتم بها تنفيذ العمل. في هذا الصدد، كتبت أن النظام التكنولوجي الشامل عادة ما يرتبط بالأعمال الحرفية، فالحرفيون، سواءً كانوا خزافين، أم نسّاجين، أم حدادين، أم طهاة، يتحكمون في العملية المتبعة في عملهم منذ البداية حتى النهاية. قد يتخصص الحرفيون في نوع محدد من المنتجات لكنهم دائمًا ما يتحكمون في عملية الإنتاج كما أن كل ما ينتجونه أو يصنعونه يعد منقطع النظير. على الجانب الآخر، يعد النظام التكنولوجي التوجيهي يقسّم العمل إلى سلسة من الخطوات الموحدة المنفصلة. «يتم تنفيذ كل خطوة على يد عامل منفصل، أو مجموعة من العمال يحتاجون بدورهم إلى مهارات تنفيذ هذه الخطوة فحسب.» 
وعلى الرغم من أن تقسيم العمل المتأصّل في النظام التكنولوجي التوجيهي عادة ما يرتبط بالثورة الصناعية، أشارت فرانكلين إلى أن أساليب الإنتاج هذه كانت تستخدم منذ العصور القديمة. فعملية صب البرونز الصينية منذ عام 1200 قبل الميلاد كانت تتطلب عملية إنتاج محكمة السيطرة وخاضعة لإشراف دقيق، بالإضافة إلى تقسيم عمل دقيق. كتبت فرانكلين حين كانت تدرس صب البرونز الصيني بوصفها عالمة بالميتالورجيا: «لقد اتضح لي المعني الاجتماعي الاستثنائي للنظام التكنولوجي التوجيهي. بدأت أفهم ما يعنيه، لا فيما يتعلق بصب البرونز وحسب بل فيما يتعلق بالانضباط والتخطيط، التنظيم والقيادة.»

### النظام التكنولوجي وثقافة الامتثال
أوضحت فرانكلين أن كل من النظام التكنولوجي التوجيهي والمتعلق بالتحكم والرقابة يهيمن في+ ظل المجتمع الحديث. في هذا الصدد كتبت: «عند تنظيم العمل بوصفه مجموعة من الخطوات القابلة للتنفيذ، تنتقل السيطرة في العمل إلى المنظم: رئيس العمل أو المدير، ومن الناحية السياسية، يعد النظام التكنولوجي التوجيهي مخخصة للامتثال.» ترى فرانكلين أن العمال الذين تأقلموا على القوانين التوجيهية اعتادوا التعامل مع التحكم الخارجي والامتثال الداخلي بوصفه ضرورة. كما بدأوا يعتقدون أنه ليس هناك سوى طريقة توجيهية واحدة للقيام بالعديد من المهام. «بينما يتعين علينا الأ ننسى أن الأنظمة التكنولوجية التوجيهية غالبًا ما تكون ذات فاعلية كبيرة، يصحب هذه الأنظمة رهن اجتماعي. يعني الرهن أننا نعيش في ظل ثقافة الامتثال، بحيث أصبحنا أكثر تكيفًا من أي وقت آخر على قبول منهج الالتزام بالتوجيهات باعتباره أمر عادي، والتسليم بأن هناك طريقة واحدة فقط بالمهام.»
وأشارت فرانكلين إلى أن الأنظمة التكنولوجية التوجيهية تخطت إنتاج المواد لتصل إلى النواحي الإدارية والحكومية، والخدمات الاجتماعية. كما أوضحت أنه من الأفضل تنفيذ المهام التي تتطلب رعاية أو تنشئة، كما في مجال الصحة والتعليم على سبيل المثال، وفقًا للنظام الشامل. ومع ذلك بدأت هذه المهام تندرج على نحو متزايد ضمن الأنظمة التكنولوجية التوجيهية وفقًا ما أطلقت عليه فرانكلين نموذج الإنتاج. وقد قام
هيذر مينزيس، الذي يعد أحد معجبي فرانكلين، بوصف كيفية تنفيذ مهام التمريض، على سبيل المثال، تماشيًا مع قوائم محوسبة مُعدة مسبقًا التي تتيح وقتًا تقديريًا بسيطًا للتعامل مع الأمور غير المتوقع أو للحديث مع المرضى الذين يشعرون بالوحدة والحزن. وقد لاحظت فرانكلين نفسها أن المدارس والجامعات تختبر الطلاب وتشجعهم بناءً على جداول إنتاج صارمة ومع ذلك «إذا كانت هناك عملية شاملة، عملية لا يمكن تقسيمها إلى خطوات جامدة مححدة سلفًا، فستكون التعليم.»

### النظام التكنولوجي والسلطة
رفضت أورسولا فكرة أن الأنظمة التكنولوجية القوية تحدد تلقائيًا طرق معيشة الناس وعملهم. كما أكدت على أن استخدامات الأنظمة التكنولوجية ليست محتومة، ولكنها لخيارات واعية. تقوم الأنظمة التكنولوجية التوجيهية بإنشاء هياكل للسلطة والرقابة تتبع ما اعتبرته فرانكلين تسلسلاً هرميًا، واستبدادًا، منافسة وإقصاء. وتعد ودائمًا ما تعتبر العاملات ضحايا لمثل هذه الأنماط. تم إدخال آلات الخياطة الميكانيكية عام 1851 على أمل أن تحرر النساء من العمل المنزلي. ولكن حين انتهى الحال بالماكينات في المصانع المستغلة للعمال من أجل إنتاج ملابس رخيصة، تم استخدام النظام التكنولوجي الجديد لاستغلال العاملات. وقد لاحظت فرانكلين أن "النظام التكنولوجي التوجيهي الصارم الذي يتضمن التقسيم التقليدي للعمل نشأ عن إدخال آلات جديدة منزلية من المفترض أن تكون محررة. "في التطور اللاحق الذي شهدته صناعة الملابس، بدأ انجاز معظم عمليات التصميم، والقص، والتجميع بواسطة الآلة، إلى حد الإقصاء الكامل للعمال." كما أشارت إلى أمثلة شبيهة في الصناعات الأخرى. فقد حلت وحدات الآلي محل العاملات اللاتي يقمن بالرد على الهاتف بعدما تأسيس النظام التكنولوجي بنجاح، في الوقت نفسه ناضلت السكرتيرات للقيام بوظيفة الآلات الكاتبة بشكل صحيح، لكن الأمر انتهى بتنفيذ مهام غير مكتملة وبلا معنى.

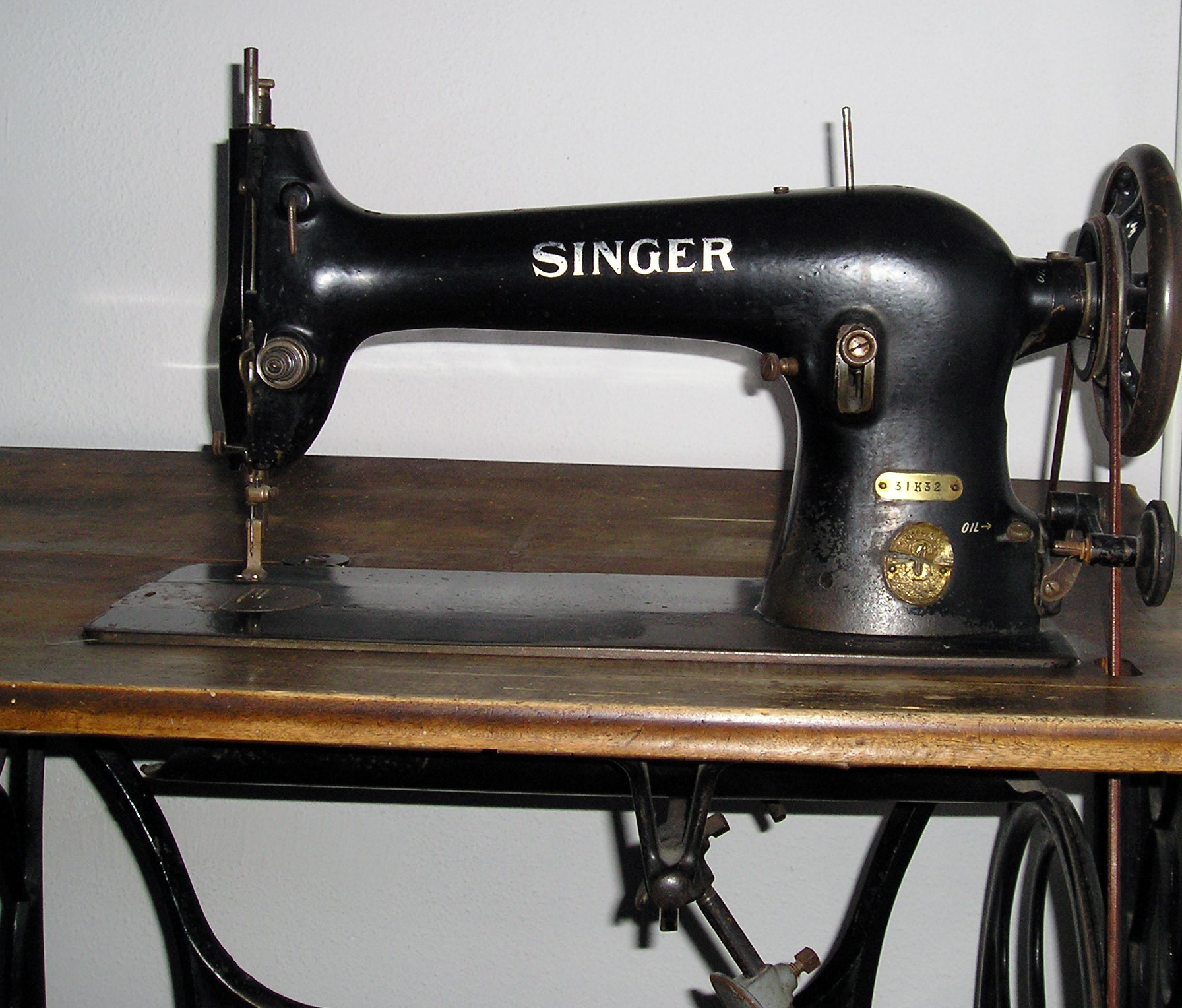
كتبت فرانلين أن الخياطة المنزلية على الآلات فتح الطريق إلى إنتاج الملابس الرخيصة في المصانع المستغلة للعمال التي استغلت العمالة من النساء.

كتبت فرانكلين في هذا الشأن : "تعد العديد من الأنظمة التكنولوجية، عند اختبارها بحثًا عن السياق والتصميم العام، في الأساس مناهضة للأشخاص؛ فالأشخاص ينظر إليهم باعتبارهم مصدر المشكلات بينما ينظر إلى الأنظمة التكنولوجية باعتبارها مصادر للحل. نتيجة لذلك يعيش الأشخاص ويعملون في ظل ظروف نظمت خصيصًا لصالح التكنولوجياوذلك على الرغم من أن المصنعين والمطورين دائمًا ما يقدمون الأنظمة التكنولوجية باعتبارها محررة. الأحلام المتمنية للطيران، والنقل الخاص السريع، والاتصالات السريعة عبر القارات، والآلات المفيدة، كلها أكدت على التحرر من العمل البدني الشاق سواء في العمل أو المنزل." لكن ما إن يتم قبول الأنظمة التكنولوجية ومعايرتها، حتى تقوم باستعباد مستخدميها أو أخذ محلهم. أوضحت فرانكلين أنه يمكن للعمل أن يكون أقل توجيهًا لاسيما في الأماكن الأقل تراتبية إذا اعتمدنا ممارسات أكثر شمولاً، على سبيل المثال بناءً، على الطريقة التقليدية التي تدير بها النساء منازلهن أو يرعين أبناءهن.

### الأنظمة التكنولوجية الخاصة بالاتصالات
أكدت فرانكلين أن الأنظمة التكنولوجية القوية الخاصة بالاتصالات أعادت تشكيل الحقائق السياسية والاجتماعية مباعدة بين الأشخاص وبعضهم البعض وبين بيائاتهم المباشرة. فمثلاً يقوم الراديو التلفاز رسائل على فورية من بعيد ومنفصلة عن تجارب الناس في الأماكن المجاورة حيث يعيشون ويعملون. تطلق فرانكلين على هذه الرسائل "الحقائق الزائفة". فهي تعتمد على صور مجهزة ومنظمة ومختارة لخلق تأثيرات عاطفية ولخلق اعتقاد وهمي "التواجد في الحدث" كمشارك وليس كمراقب فقط. كما أكدت على أن أنظمة تكنولوجيا الاتصالات أحادية الاتجاه تقلل التبادلية أو تمحوها، والتبادلية تعني الأخذ والعطاء الطبيعي الذي يحدث عند الاتصال وجهًا لوجه. ترى فرنكلين أن الأجزاء المنتقاة أو الحقائق الزائفة التي أصبحت أخبارًا يتم إنتاجها لجذب انتباه الناس من خلال التركيز على الأمور غريبة أو الاستثنائية على حساب الأمور المعتادة. فقد أدركت أنه لا يتم إجبار أحد للاستماع إلى الراديو أو مشاهدة التلفاز؛ فيمكن للناس استكشاف قنوات أخرى للاتصال. لكن الحقائق الزائفة لاتزال هناك "وقد تم تنظيم العالم لتصديقها." كما أوضحت أن الصور التي يتم اخذها من بعيد استولت على الكثير من واقع الحياة اليومية مثل قوة احتلال عاتية. "وفي مكان سيكون على شخص ما أن يتساءل "كيف يمكن أن يتم إعطاء الحق في تغيير بيئتنا العقلية لتغيير بنية عقولنا والأصوات حولنا بدون موافقة أي شخص؟"

### الصمت والعامة
كتبت فرانكلين: «يمتلك الصمت أوجه تشابه مميزة مع جوانب الحياة والمجتمع، مثل الماء، والهواء والتربة غير الملوثة التي كان يتم أخذها من قبل كالمعتاد لكنها أصبحت استثنائية ونفيسة في البيئات التي تتوسط فيها التكنولوجيا.» وأضافت أن القدرة التكنولوجية على فصل الصوت المسجل عن الصوت الأصلي تشبه في ثباتها فرقة (Muzak) التي تعزف الموسيقى بلا توقف في الأماكن العامة رغمًا عن العامة. تعد هذه الموسيقى المعلبة بالنسبة لفرانكلين إحدى تقنيات التلاعب المبرمجة لتوليد استجابات عاطفية يمكن التنبؤ بها وزيادة الأرباح الخاصة. كما قارنت بين الدمار الناتج عن الصمت بقوانين التسسيج/التطويق البريطانية التي جعلت استخدامات الأرض مقتصرة على المالك، ولم تعد أرضًا مشتركة بين الرعاة، كما قامت بتسييج العامة من أجل أغراض الزراعة الخاصة.
أوضحت فرانكلين أن جوهر قوة الصمت يكمن في انفتاحه على الأحداث غير المخخطة. فقد ذكرت أن جمعية الأصدقاء الدينية (الكويكرز) يعبدون الله في صمت جماعي. وقد ذكرت في مؤتمر عن البيئة الصوتية عام 1993: «اعتقد أنه إذا حضر أيّ منكم اجتماع للكوريكرز، لاسيما بشكل منتظم، فسيلاحظ فورًا أنه نتيجة للصمت، سيتحدث شخص عن شيء ما كان قد دخل عقلك للتو. هذا لا يعد مكرًا أو دهاءً، ولكن الصمت الجماعي ربما يكون أحد أقوى القوى الروحية.» وقد أوصت ببدء الاجتماعات وإنهاءها بدقائق معدودة من الصمت.

## البحث العلمي
كانت فرانكلين رائدةً في مجال علم الآثار الذي يستخدم تحليل المواد الحديثة في علم الآثار القديمة. عملت في تأريخ القطع الأثرية من البرونز والنحاس والخزف. يتعلّق أحد الأمثلة على عملها في هذا المجال بسؤال دائم حول طبيعة المرايا الصينية السوداء اللامعة الموجودة بكميات كبيرة في المقابر القديمة.
إن استخدام فرانكلين للتحليلات المجهرية، والنقش، والمسبار الإلكتروني المجهري، وتحليل الأشعة السينية يدل على أن ما كان يعتقده البعض بتأثير عامل التآكل كان في الواقع موجود في هذه المرايا القديمة (والأسلحة) عند إنشائها، وفي أكاسيد الحديد الداكن المضافة عمدًا بالقرب من السطح الخارجي للجسم. كانت خبرة فرانكلين مفيدة أيضًا في تأريخ الزجاج حيث قادت دراسة في أمريكا الشمالية حول بقايا حبات الزجاج الأزرق المتبقية من العمليات التجارية المبكرة بين القبائل الهندية الأمريكية وأوروبا.
ترأست فرانكلين دراسة مؤثرة في الحفاظ على الموارد وحماية الطبيعة بصفتها عضو في مجلس العلوم في كندا خلال السبعينيات. أوصى تقرير الدراسة لعام 1977 في كندا كمجتمع متحفظ بمجموعة واسعة من الخطوات التي تهدف إلى الحد من الهدر في الاستهلاك، والتدهور البيئي الذي يصاحب ذلك. ساعد العمل في تلك الدراسة على صياغة أفكار فرانكلين حول تعقيدات المجتمع التكنولوجي الحديث.

## الفاعلية
شجعت فرانكلين الطالبة مارسيا من خلال مقالة بعنوان «رسالة إلى طالبة دراسات عليا» من أجل حثّها على العمل الفيزيائي، وكانت مارسيا طالبة مهتمة بالحركة النسائية لكنها مهتمة بالفيزياء أيضًا، وهي غير متأكدة من كيفية دمج الاثنين. مجّدت فرانكلين في رسالتها جدارة الزميلة ماجي بنستون، وتكلمت عن مساهماتها في الفكر والتربية النسوية.
```
أعطت فرانكلين كمثال على نقطة بنستون أن تأثيرات العوارض الجانبية لحبوب منع الحمل تُعتبر مقبولة وفقًا للممارسات الطبية الحالية التي يتخللها التحيز الأبوي الاختزالي. أكدت أيضًا أن هناك حاجة جذرية لمنهجيات جديدة وذلك بما يتفق مع كتابات بنستون. ذكرت فرانكلين في الرسالة الحالة المبكرة للبحث في المواد العضوية الصلبة، وذلك مقارنةً بالحالة المدروسة بشكلٍ جيد لفيزياء الحالة الصلبة، وتتكهن بأن إهمال مجال البحث هذا يمكن أن يكون له مغزى سياسي، نظرًا لفوائده على البشر وليس على الجيش.
[
95
]
```

## الحركة السلمية، والحركة النسوية، والحرب
اعتمدت فرانكلين على وجهة نظرٍ خاصة بما يتعلق الحركة النسوية، وقالت: «النسوية ليست وكالة توظيف للنساء، فهي طريقة بديلة لترتيب الحيز الاجتماعي حيث تكون المرأة هي النموذج الأولي عوضًا عن الرجل. إنها تتبع التعاون بدلاً من المنافسة. ما زلت أتذكر شعوري بالفرح في فترة شبابي لأنه يمكن للمرء أن ينظر إلى الأرض بطريقة مختلفة. هذه هي النسوية، كل شيء موجّه بشكلٍ مختلف. هي رؤية العالم نفسه بعيون مختلفة».

## التبرع لكلية سينيكا
تبرعت فرانكلين بمجموعتها الواسعة من الكتابات المكرسة للثقافة والتاريخ الصيني لمعهد كونفوشيوس في كلية سينيكا في تورنتو في نيسان/أبريل عام 2013. تضمنت المجموعة أكثر من 220 نصًا، وكتب، ومنشورات، ومجلات تفسّر الثقافة والتاريخ الصيني من منظور العلماء الغربيين، وتضمنت بعض أوراق عمل وملفات فرانكلين.

## الحياة الشخصية
في عام 1952، تزوجت فرانكلين من فريد فرانكلين الذي تعرف على جمعية الأصدقاء الدينية (الكويكرز) في انجلترا. لم يكن لديهما أسرة في كندا وعندما أنجبا طفليهما بحثا عن ملاذ روحي. في هذ السياق اشارت فرانكلين: «لقد كنا كنا نتبع منهج السلمية قبل أن نصبح من الكويكرز، ولكن كان التحول إلى الكويكرز في غاية السهولة بالنسبة لنا كما كان بمثابة ملاذًا جيدًا جدًا وعائلة ممتدة لنا ولأبنائنا.»

## الجوائز والتكريم
حصلت فرانكلين على العديد من الجوائز والتكريمات في حياتها. ففي عام 1984 كانت أول امرأة في جامعة تورونتو تحصل على لقب أستاذة جامعية.، وهو لقب استثنائي ويعد أعلى تكريم تمنحه الجامعة. وحصلت على وسام كندا برتبة ضابط في عام 1981، كما حصلت على وسام برتبة فارس في عام 1992. وفي عام 1990 تقلدت وسام أونتاريو. وفي عام 1982، حصلت على الجائزة التقديرية لمدينة تورنتو، أساسًا عن عملها في تخطيط الحي. بالإضافة إلى ذلك، حصلت على عضوية شرفية من جمعية دلتا كابا غاما الدولية للمعلمات في عام 1985. وبعد مرور عامين، حصلت على جائزة إلسي غريغوري ماكجيل التذكارية (Elsie Gregory McGill memorial award) نتيجة لإسهاماتها في المجال التعليمي، والعلمي والتكنولوجي. في عام 1989، حصلت على جائزة يغان التي يحظى بها الكنديون الذين يقدمون إسهامات بارزة في فهم الأبعاد الإنسانية للعلوم والتكنولوجيا. وفي عام 1991، تلقت جائزة الحاكم العام في الاحتفال بالذكرى السنوية للقرار الخاص بقضية إدواردز ضد كندا، والمعروفة أكثر باسم قضية الأشخاص (Persons Case)، تكريمًا لها على لرفع المساواة بين الفتيات والنساء في كندا. وفي العام نفسه، حصلت على ميدالية سير جون داوسون ويليام. وحصلت عام 2001 على ميدالية بيرسون للسلام تكريمًا لها على عملها في حقوق الإنسان. كما سميت مدرسة تورنتو الثانوية على اسمها، فأصبحت تسمى اكاديمية اوروسولا فرانكلين. وفي عام 2004، تم تكليل فرانكلين بإحدى جوائز ادريان كلاركسون المقدمة من كلية ماسي، التي تكرم الإنجازات البارزة في الخدمات العامة. كما تم إدراج اسمها في صالة الشرف للعلوم والهندسة في كندا عام 2012. كما حصلت على شهادات فخرية من عشرات الجامعات الكندية ويتضمن هذا حصولها على كل من درجة الدكتوراه في العلوم من جامعة كوينز والدكتوراه في الآداب الإنسانية من جامعة جبل سانت فنسنت وذلك عام 1985.